# Grabowo (gmina)
Grabowo – gmina wiejska w województwie podlaskim, w powiecie kolneńskim. W latach 1975–1998 gmina położona była w województwie łomżyńskim.
Siedziba gminy to Grabowo.
Według danych z 30 czerwca 2004 gminę zamieszkiwały 3643 osoby.

## Struktura powierzchni
Według danych z roku 2002 gmina Grabowo ma obszar 128,48 km², w tym:
- użytki rolne: 75%
- użytki leśne: 20%

Gmina stanowi 13,67% powierzchni powiatu.

## Demografia

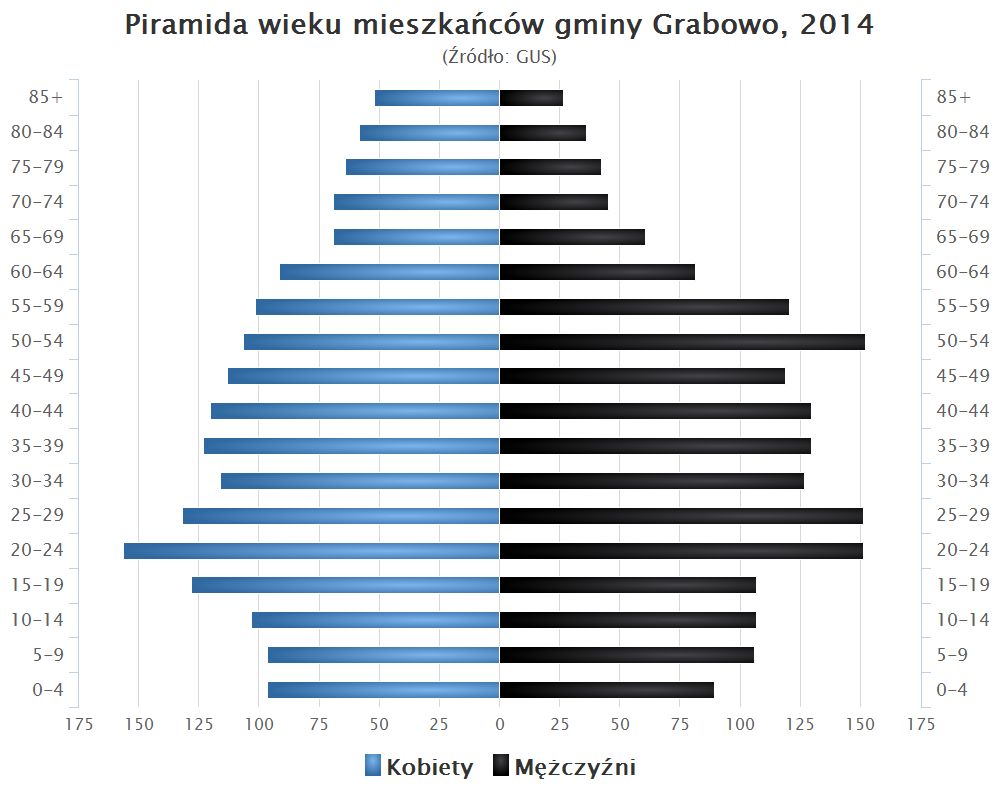
Piramida wieku mieszkańców gminy Grabowo w 2014 roku

Dane z 30 czerwca 2004:
| Opis                              | Ogółem | Ogółem | Kobiety | Kobiety | Mężczyźni | Mężczyźni |
| --------------------------------- | ------ | ------ | ------- | ------- | --------- | --------- |
| jednostka                         | osób   | %      | osób    | %       | osób      | %         |
| populacja                         | 3643   | 100    | 1788    | 49,1    | 1855      | 50,9      |
| gęstość zaludnienia (mieszk./km²) | 28,4   | 28,4   | 13,9    | 13,9    | 14,4      | 14,4      |

## Sołectwa
Andrychy, Bagińskie, Chełchy, Ciemianka, Gnatowo, Golanki, Grabowo, Grabowskie, Grądy-Michały, Grądy-Możdżenie, Guty Podleśne, Kamińskie, Konopki-Białystok, Konopki-Monety, Kownacin, Kurkowo, Łebki Duże, Łebki Małe, Łubiane, Marki, Milewo-Gałązki, Pasichy, Przyborowo, Rosochate, Siwki, Skroda Wielka, Stare Guty, Stawiane, Surały, Świdry-Dobrzyce, Świdry Podleśne, Wiszowate, Wojsławy, Żebrki.

## Pozostałe miejscowości
Borzymy, Dąbrowa, Gałązki, Jadłówek.

## Sąsiednie gminy
Biała Piska, Kolno, Przytuły, Stawiski, Szczuczyn, Wąsosz